# Obninsk kärnkraftverk
Obninsk kärnkraftverk (ryska: Обнинская АЭС) var ett kärnkraftverk i Ryssland, beläget i vetenskapsstaden Obninsk, 100 km sydväst om Moskva. Det byggdes av dåvarande Sovjetunionen.

## Historik
Byggnadsarbetena påbörjades i januari 1951 och reaktorn blev kritisk den 1 juni 1954. Den första uppkopplingen mot elnätet gjordes den 26 juni samma år. Under cirka 10 år var Obninsk den enda reaktorn för kärnkraft i Sovjetunionen. Kraftverket förblev aktivt till den 29 april 2002, då det slutligen togs ur drift.

## Anläggningen

### Kärnteknisk del
Reaktorn var en lättvattenkyld, grafitmodererad reaktor av kokartyp, en föregångare till RBMK. Mängden neutronabsorberande konstruktionsmaterial hölls låg: I 151 hexagonalt anordnade kanaler i grafitmoderatorn (D 1,5m x H 1,7 m) satt 128 utbytbara bränsleelement bestående av grafitringar i vilka löpte fyra tunnväggiga (D9x0,4 mm) rostfria (CrNiTi1-18-9) rör för kylmediet. Direkt på dessa satt (5-6 %) låganrikade uranmetallringar uppträdda i direktkontakt med såväl rör som hölje (D14x0,2 mm). Dessa avgav värme huvudsakligen till det kokande kylmediet, medan varje bränsleelements centrala fallrör i direktkontakt mot väggar i nämnda grafitringar svarade för grafitmoderatorns kylning.

#### Utvärdering
I samband med en relativt kortfattad rapport som följde preliminära redovisningar i samband med de två första öppna atomenergikonferenserna rapporterades kring erfarenheterna av detta arrangemang: Vid full effekt låg grafittemperaturen vid ca 800 C och följde effekten i stort sett linjärt. Vid kokning av kylmediet tenderade bränsleelementen i några fall bli hydrauliskt instabila resulterande i otillräckligt flöde i något av de i varje element fyra parallellkopplade bränslerören, vilket då blev överhettat och havererade (såväl kapsling som kylvattenrör). Därvid svällde bränsleelementet som helhet och krävde därefter mycket stor kraft för att dras ur härden. Tack vare ett högt kylmedietryck (90-100 bar) och stabiliserande strypningar i inloppen till respektive bränslerör kunde dock ångbildning i bränslekanalerna i huvudsak medges. I redovisningen av erfarenheter från den praktiska driften uppges att inga besvärande stabilitetsproblem följde av detta.

### Ångkraftenheten
Turbinanläggningen bestod av en ångturbin som vid högsta reaktoreffekt (tidigast 3,5 - 4 h efter start av reaktorn) i en sekundär krets erhöll upp till 42 ton/h ånga av 12,5 atö / 260 C (helt nära bränsleelementens utloppstemperatur). Generatorn avgav då 6 MW, varav ca 5 MW kunde levereras ut på nätet. Vid plötsliga lastbortfall kunde hela ångmängden dumpas i kondensorn varvid störningen ej behövde fortplanta sig in i reaktorkretsen.

## Stängningen av kärnkraftverket
År 2000 blev användningen av kärnkraftverket inte längre ekonomiskt ändamålsenligt och 29 april 2002 var den enda reaktorn i kärnkraftverket avstängd. Kärnkraftverket blev till ett museum som bland annat besöktes och fortfarande besöks av skolelever och studenter, det är fortfarande en av de mest besökta platserna av människor  intresserade i kärnkraftverk. Obninsk kärnkraftverk fungerade utan större störningar i 48 år (fastän kärnkraftverket var planerat att fungera i ca 30 år från början).